# Barudua
Barudua is een bestuurslaag in het regentschap Garut van de provincie West-Java, Indonesië. Barudua telt 3633 inwoners (volkstelling 2010).